# Ferran de Borbó i de Bragança
Ferran de Borbó i de Bragança (Madrid, 19 d'octubre de 1824 - Brunse, Estíria, Àustria, 1861) fou el germà petit dels pretendents carlins Carles VI i Joan III.
Nascut a Madrid el 19 d'octubre de 1824, tercer fill de Carles Maria Isidre (Carles V) i de Maria Francesca de Bragança, mai no va contraure matrimoni tot i els intents d'unió dinàstica amb la branca liberal que es dugueren a terme quan la reina Isabel II semblava que anava a contraure matrimoni amb el seu germà gran Carles Lluís.
Durant la Segona Guerra Carlina va fer costat al seu germà Carles Lluís, el pretendent a la corona, en el seu intent de dirigir la guerra. El 1860 va acompanyar-lo en el desembarcament a la Ràpita, que va acabar amb la detenció de tots dos i Carles VI obligat a renunciar als seus drets successoris, que recaigueren provisionalment en l'altre germà, Joan III. Un cop lliure, es va retractar del document signat i va recuperar-los.
Ferran va morir solter i sense fills el dia 1 de gener del 1861, aparentment d'una pneumònia, tot i que la coincidència en el temps i el lloc amb les morts del seu germà i la seva cunyada Maria Carolina de Borbó-Dues Sicílies, ha portat a moltes sospites dels carlins cap a un assassinat amb verí per part d'agents liberals. Fou enterrat a Trieste amb tots dos.